# Esjufjöll
Der Esjufjöll (gesprochen „Ä:sjüfjötl“) ist ein Vulkansystem im Süden von Island. Es wird größtenteils von der Gletscherkappe des Vatnajökull bedeckt.

## Lage und Gestalt
Die Esjufjöll liegen zwischen den Vulkansystemen des Öræfajökull und des Snæfell und bilden mit diesen den Öræfi-Vulkangürtel, eine sogenannte Flankenzone, die sich 40 bis 50 km östlich der eigentlichen Riftzone befindet.
Der größte Teil des Systems einschließlich einer großen Caldera von 40 km² liegt unter dem Gletscher Vatnajökull.

## Vermutlicher Ausbruch 1927
In historischen Zeiten brach der Vulkan soweit bekannt nur einmal aus, vermutlich 1927, was jedoch beträchtliche Gletscherläufe zur Folge hatte. Allerdings stellte man auch im Oktober 2002 eine Erdbebenserie fest, die auf mögliche Magmabewegungen hinweisen könnte.

## Vulkanismus
Der Berg neigt zur Produktion alkalischer (basaltischer) Laven und von pyroklastischen Strömen.

## Nunataks
Einige Gipfel ragen als Nunataks aus dem Gletscher heraus, darunter Esja, der höchste Berg des subglazialen Massivs mit 1522 m.

## Hütte
In den Esjufjöll befindet sich eine Hütte des isländischen Gletschervereins Jöklarannsóknarfélag.